# TED大会

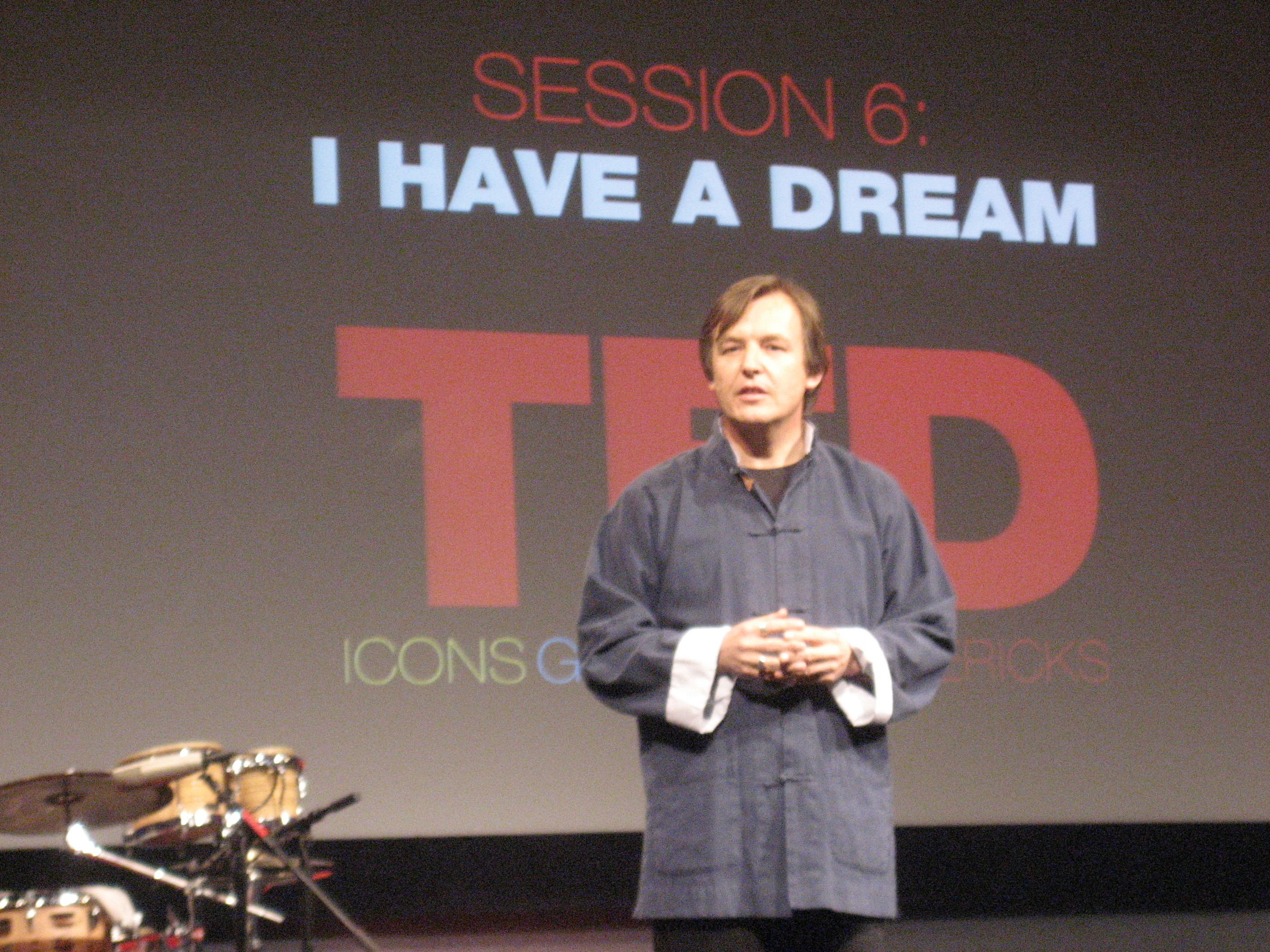
克里斯·安德森

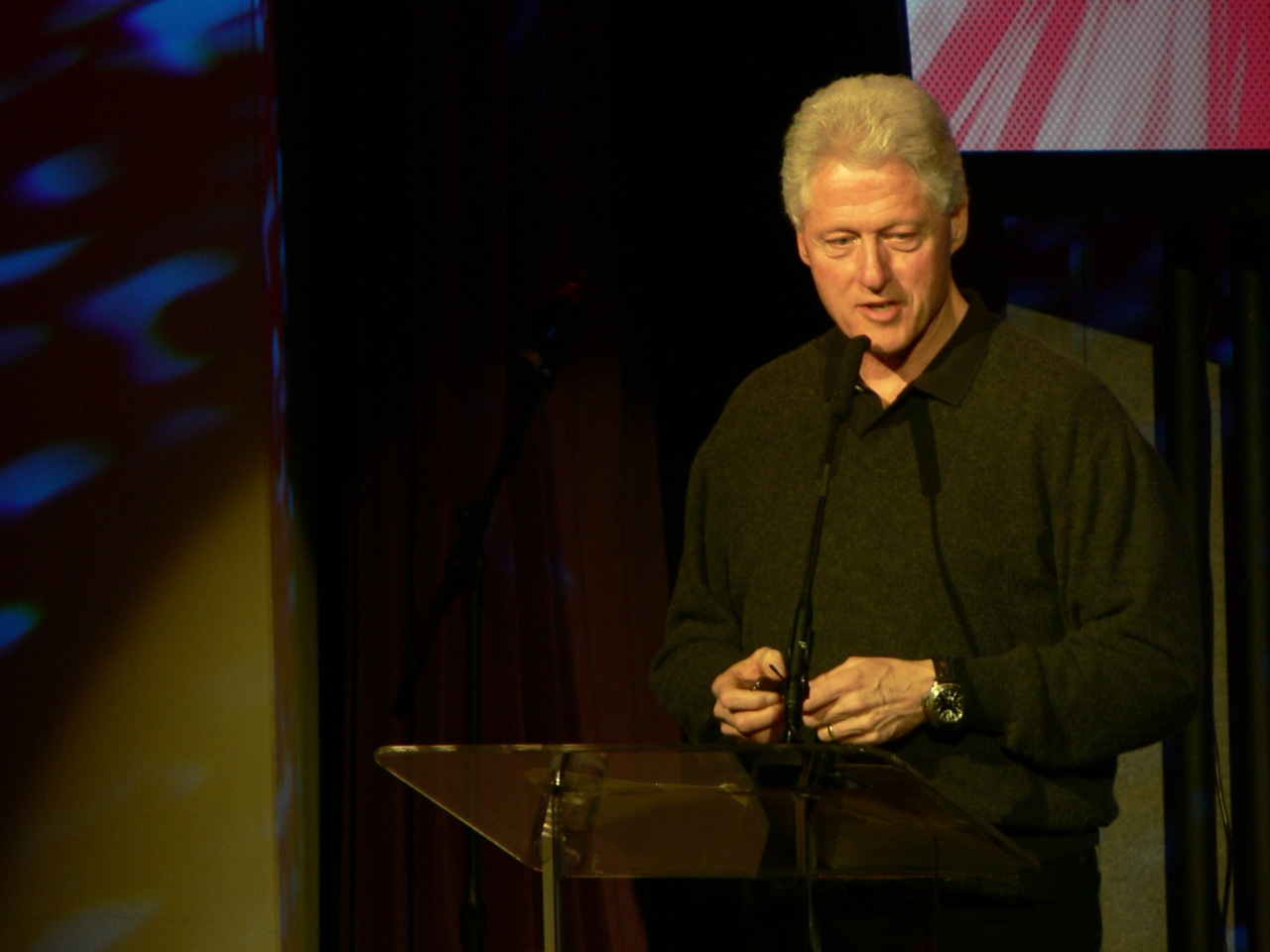
比尔·克林顿在2007年TED大会上发表演讲

TED Conference LLC.（指Technology, Entertainment, Design在英语中的缩写，即技术、娱乐、设计）是美国的一家私有非营利机构，该机构以它组织的TED大会著称。TED诞生于1984年，其創辦人是里查德·沃曼。
2002年起，克里斯·安德森接管TED，创立了种子基金会，并营运TED大会。每年3月，TED大会在美国召集众多科学、设计、文学、音乐等领域的杰出人物，分享他们关于技术、社会、人的思考和探索。
TED环球会议是TED大会的子会议。2005年，第一届TED环球会议在英国召开。2007年，TED非洲大会在坦桑尼亚召开。2008年9月，第二届TED非洲大会于南非召开。
从2006年起，TED演讲的视频被上传到网上。截至2014年12月，TED官方网站上收录的TED演讲视频总数已经超过1900个，截至2008年7月，这些TED演讲的视频的阅览量已经超过了5000万。所有的TED演讲的视频都是以知识共享（BY-NC-ND）的方式予以授权的。

## TED大会的愿景
TED大会希望讓优秀的思想改变人们对这个世界的看法，使人们反思自己的行为。TED大会只是TED社区的一部分，任何认同某个TED演讲所传递的观点，都能是TED社区的一员，他们都可以为实现某个伟大的理想而共同努力。

## TED项目和计划[9]

### TED演讲
TED演讲（TED Talks）的主题并不仅仅局限于技术、娱乐和设计。事实上，科學、教育、发展、文化、商业、艺术、環保等话题也经常出现。演講中亦包含藝術家的表演。在演講者報名參加TED大會後，將有專人提供演講訓練及服裝搭配等服務，大會會在演講後剪輯演講內容，並放上網路，當中也有10%的演講不符合品質要求，而無法提供於網上。

### TEDx项目

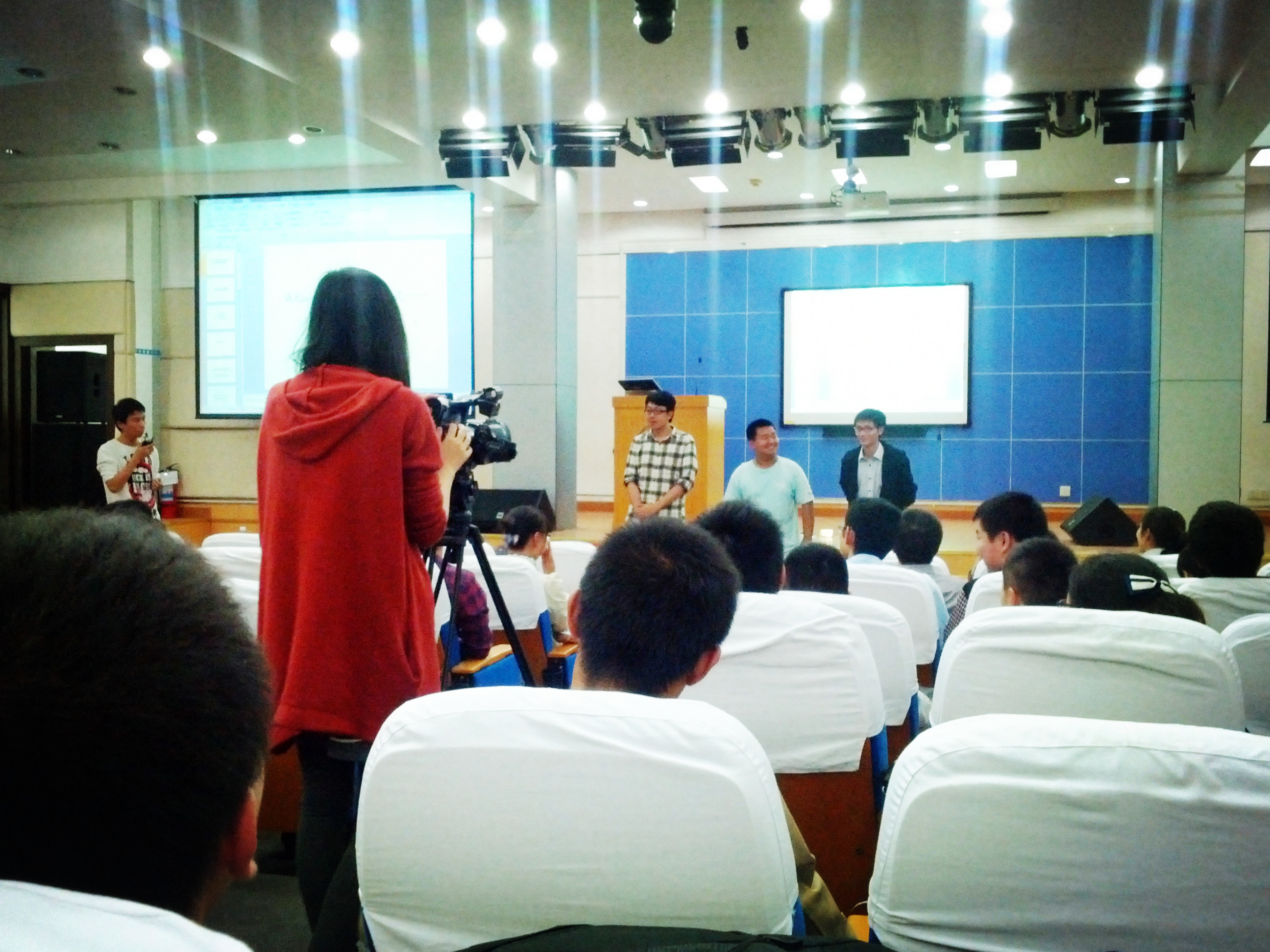
在厦门大学的厦大TEDx活动

TEDx项目（TEDx Project）是由TED于2009年推出的一个项目，旨在鼓励各地的喜愛TED大會的民眾自发组织TED风格的活动，TEDx項目與TED本身並不帶任何關聯。截至2010年4月，已经有500多场TEDx在世界各地的城市和乡村举办。其現場參與費用通常遠低於TED大會，亦有意見指出此類TEDx大會由於未受到統一管理，而會議品質參差不齊。

### TED Fellows
TED Fellows项目（TED Fellows Project）是由TED推出的一个项目，旨在为发展中国家的青年俊秀创造机会，让他们有机会去到TED，同时也借此项目，发掘来自世界不同地方的后起之秀。任何40岁以下的人士皆可申请成为TED Fellow。

### TED开放翻译项目
由於TED大会演讲的主要语言為英語，造成與非英語使用者語言上的隔阂。为此於2009年，TED開放翻譯計劃（TED Open Translation Project）推出。該計劃提供英文字幕，供志願人士翻譯成各種語言，目前已有超過100種以上語言的翻譯。

### TED对话
TED对话（TED Conversations）依托于TED.com的社交媒体平台。旨在组织专业人士就世界范围内的话题进行合作，探讨和辩论。

### TED书籍
TED书籍（TED Books）包含的是一类短小精悍的非虚构的作品集。要求作品长短适宜，长至能使作者们清晰阐述自己的观点或想法，短到可使读者们一口气读完。移动终端的用户可以用过TEDBooks app随时随地进入TED图书馆，以及凭自愿对该图书馆进行捐献。

### TED官网
所有TED Talks和一些有趣的观点都可以在官网（TED.com）上找到。

### TED在线课程
TED在线课程（TED-Ed）是Ted 的一个YouTube频道，它制作简短的动画教育视频。它也有自己的网站。提供生动活泼的在线教学视频。用户可以用过TED-Ed网站学习课程，以及将这些课程用于教学。TED-Ed网站还提供了下载和录制自己课程的服务。截至2021年10月，它拥有超过1540万订阅者和超过27亿次观看。

### TED大奖
TED大奖（TED Prize）于2005年开始设立，每年有三个获奖人的名额。每一位TED大奖的获得者除了得到十万美元的奖励以外，还有机会在TED会议上公开阐述其TED愿望，而TED的组织者将竭尽全力帮助他们实现这样的愿望。2005－2017年的TED大奖获得者名单如下：
- 2005年：音乐家波诺（Bono），摄影师爱德华·布廷斯基（Edward Burtynsky），发明家罗伯特·费舍尔（Robert Fischell）
- 2006年：传染病控制专家，纪录片制作人耶汉·娜简儿（Jehane Noujaim），建筑师喀麦龙·辛卡莱（Cameron Sinclair）
- 2007年：美国前总统克林顿（Bill Clinton），生物学家威尔逊（Edward O. Wilson），摄影师詹姆斯·纳特威（James Nachtwey）[16].
- 2008年：物理学家尼尔·图洛克（Neil Turok），作家大卫·艾格斯（Dave Eggers）[17]，作家凯伦·阿姆斯特朗（Karen Armstrong）
- 2009年：音乐家何塞·阿布吕尔（Jose Antonio Abreu），天文学家吉尔·塔特，海洋学家席薇亚·厄尔（Sylvia Earle）
- 2010年：厨师傑米·奧利弗（Jamie Oliver）
- 2011年：艺术家JR
- 2012年：The City 2.0
- 2013年：教育研究者Sugata Mitra博士
- 2014年：反腐敗活動家Charmian Gooch
- 2015年：StoryCorps創辦人Dave Isay
- 2016年：太空考古學家莎拉帕爾卡
- 2017年：哈佛大學醫學院Raj Panjabi醫生

## 媒体报道
- 《彭博商业周刊》2008年发表了一篇关于TED的新闻报道[18]
- 《纽约时报》的TED报道[19][20]

## 参看
- TED演讲嘉宾列表